# Vidua chalybeata
La viuda de la Villa o viuda Senegalesa (Vidua chalybeata) en una especie de ave del género Vidua perteneciente a la familia Viduidae. Viven en África del Sur, concretamente en el Desierto del Sáhara. Su hábitat son los campos abiertos, matorrales y los cultivos, aunque se las suele observar cerca de pueblos. Se alimentan de semillas y grano.

## Subespecies
La Vidua chalybeata posee seis subespecies:
- Vidua chalybeata chalybeata.
- Vidua chalybeata amauropteryx.
- Vidua chalybeata centralis.
- Vidua chalybeata neumanni.
- Vidua chalybeata okavangoensis.
- Vidua chalybeata ultramarina.

## Descripción
La Vidua chalybeata mide entre 11 y 12 cm de largo. Los machos son de color negro a excepción de sus patas, que son anaranjadas, y de su pico, que es blanco. Las hembras en cambio, se asemejan más al Gorrión común debido a su color marrón y sus patas anaranjadas.